# Amphiprion clarkii
Amphiprion clarkii, tên thông thường là cá khoang cổ ba sọc, là một loài cá hề thuộc chi Amphiprion trong họ Cá thia. Loài này được mô tả lần đầu tiên vào năm 1830.

## Từ nguyên
Từ định danh của loài được đặt theo tên của thợ khắc John Clark, người đã cung cấp các bức tranh minh họa cho sách của Bennett về những loài cá được tìm thấy ở bờ biển Sri Lanka.

## Phạm vi phân bố và môi trường sống
A. clarkii có phạm vi phân bố rộng khắp khu vực Ấn Độ Dương - Thái Bình Dương. Từ vịnh Ba Tư, loài này được ghi nhận trải dài về phía đông đến Ấn Độ, vùng biển các nước Đông Nam Á cũng như các đảo quốc thuộc hai tiểu vùng Melanesia và Micronesia, ngược lên phía bắc đến đảo Đài Loan và vùng biển phía nam Nhật Bản (bao gồm cả quần đảo Ryukyu), giới hạn phía nam đến Úc.
A. clarkii được quan sát gần các rạn san hô ngoài khơi và trong các đầm phá ở độ sâu đến ít nhất là 60 m. A. clarkii sống cộng sinh đặc biệt với 10 loài hải quỳ sau đây:
- Cryptodendrum adhaesivum
- Entacmaea quadricolor
- Heteractis aurora
- Heteractis crispa
- Heteractis magnifica
- Heteractis malu
- Macrodactyla doreensis
- Stichodactyla gigantea
- Stichodactyla haddoni
- Stichodactyla mertensii

## Mô tả

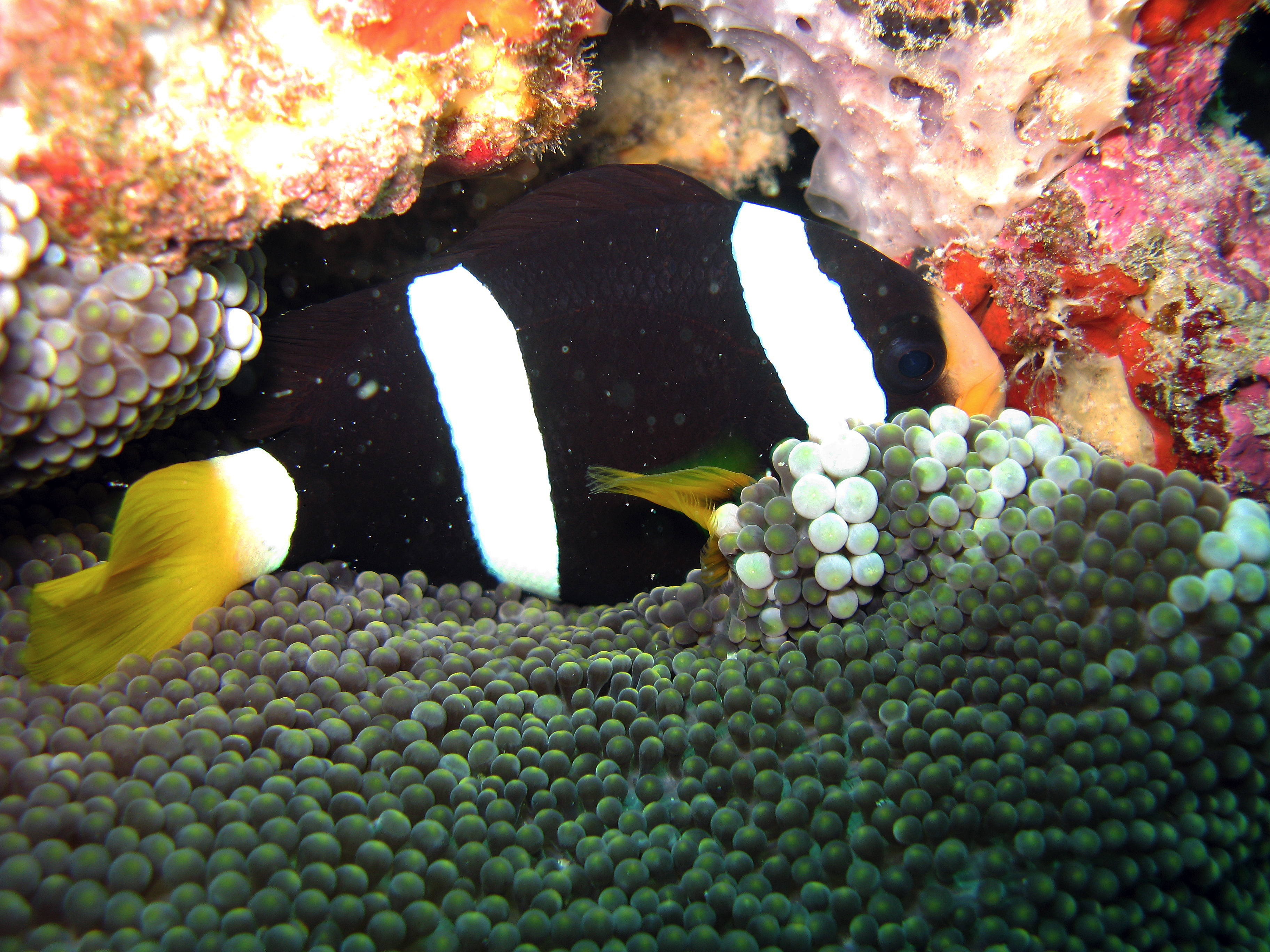
A. clarkii biến thể đen (đuôi vàng)

A. clarkii có chiều dài cơ thể tối đa được ghi nhận là 15 cm. Loài này là có nhiều biến thể kiểu màu khác nhau, nhưng thường được biết đến là màu đen với các vùng màu cam trên đầu, bụng và các vây. Các vùng màu đen sẽ lan rộng hơn khi chúng phát triển thành cá cái. Có 3 dải sọc trắng trên đầu, giữa thân và gốc vây đuôi. Vây đuôi màu vàng hoặc màu trắng viền vàng (đối với cá đực).
Cá đực và cá con trong phạm vi đều có màu vàng cam và chỉ có hai sọc trắng phía trước, nhưng cá cái trưởng thành ở Vanuatu và Nouvelle-Calédonie vẫn có thể giữ lại màu sắc của cá đực. Ngoài ra, những cá thể A. clarkii sống cùng với hải quỳ S. mertensii lại có màu đen hoàn toàn (không có màu cam), ngoại trừ các dải sọc trắng, mõm màu trắng nhạt và đuôi có màu vàng/trắng.
Cuống đuôi của Amphiprion latifasciatus và Amphiprion chrysopterus không có sọc trắng như A. clarkii, và đuôi của A. chrysopterus có màu trắng, trong khi đuôi của A. latifasciatus lại xẻ thùy. Đuôi của các loài Amphiprion chrysogaster, Amphiprion fuscocaudatus và Amphiprion tricinctus có màu sẫm. Sọc trắng giữa thân của Amphiprion allardi hẹp hơn so với A. clarkii.
Số gai ở vây lưng: 10; Số tia vây ở vây lưng: 15–16; Số gai ở vây hậu môn: 2; Số tia vây ở vây hậu môn: 13–14.

## Sinh thái học

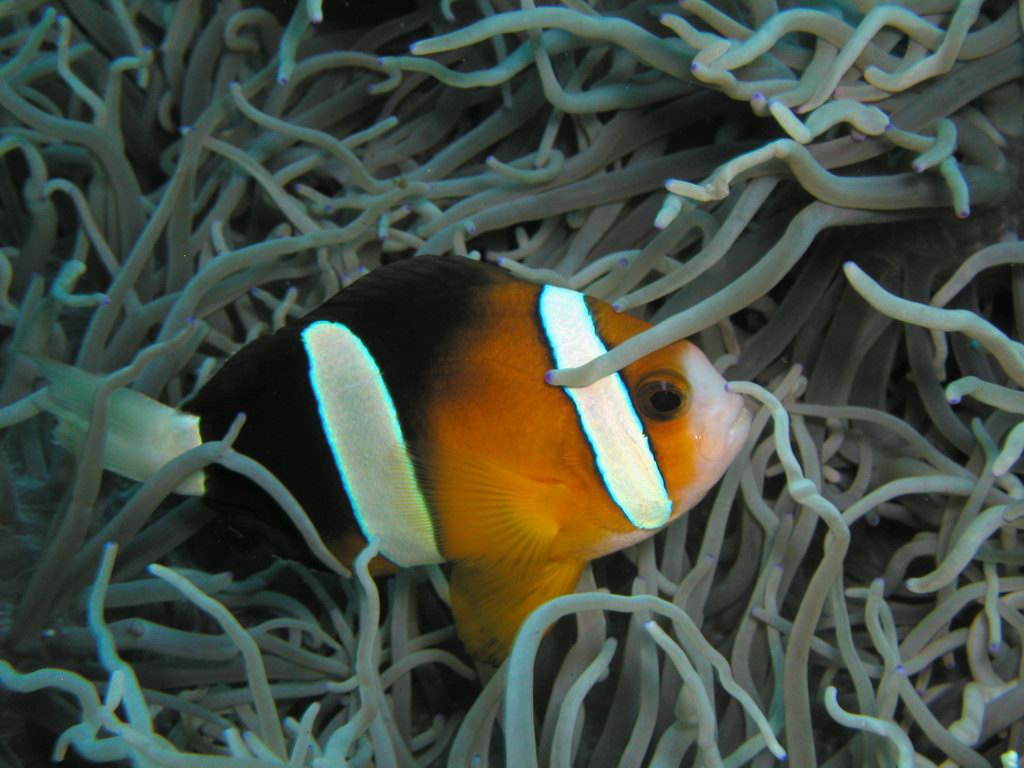
A. clarkii (đuôi trắng)

Tuổi thọ lớn nhất được ghi nhận ở A. clarkii là 11 năm tuổi. Như những loài cá hề khác, A. clarkii có thể tạo ra âm thanh vào thời điểm sinh sản hay để thể hiện tính hiếu chiến (như khi lãnh thổ bị xâm nhập).

### Loài lưỡng tính
A. clarkii là một loài lưỡng tính tiền nam (cá cái trưởng thành đều phải trải qua giai đoạn là cá đực) nên cá đực thường có kích thước nhỏ hơn cá cái. Một con A. clarkii cái sẽ sống thành nhóm cùng với một con đực lớn (đảm nhận chức năng sinh sản) và nhiều con non nhỏ hơn. Trứng được cá đực lớn bảo vệ và chăm sóc.
Nếu cá cái biến mất, con đực lớn sẽ chuyển đổi giới tính thành cá cái, và một con non lớn nhất nhóm sẽ phát triển hoàn thiện chức năng sinh sản của cá đực. Quá trình chuyển đổi giới tính hoàn thành sau khoảng 5–6 tháng.

### Chia sẻ lãnh thổ
Cá hề là loài cộng sinh bắt buộc của hải quỳ và thường không chia sẻ vật chủ (hải quỳ) do chúng có tính lãnh thổ cao. Do đó, việc hai loài cá hề cùng sống chung trong một bụi hải quỳ được coi là một ngoại lệ hiếm gặp; nếu có, chúng sẽ cư xử hung hăng với nhau. Tuy vậy, điều này hoàn toàn trái ngược ở A. clarkii và Amphiprion sandaracinos.
Trong lần khảo sát ở vịnh Davao (Philippines), một bụi hải quỳ S. mertensii được quan sát thấy là nơi trú ẩn của một cặp A. clarkii và ba cá thể A. sandaracinos. Trong khoảng thời gian quan sát, Bos nhận thấy, A. clarkii tỏ ra hung dữ đối với tất cả các loài cá đến gần hải quỳ, nhưng lại không như vậy đối với A. sandaracinos. Mặc dù bụi hải quỳ H. crispa gần đó không có loài nào cư trú, những cá thể A. sandaracinos này vẫn thích sống cùng với cặp A. clarkii.
A. clarkii và Amphiprion perideraion cũng đã được quan sát trong cùng một bụi hải quỳ H. crispa. A. clarkii không xua đuổi A. perideraion con đến định cư tại tổ của mình, nhưng A. perideraion trưởng thành lại ngăn cản A. clarkii con tiếp cận tổ của mình. Trong một nhóm sống chung, A. clarkii kiềm hãm sự phát triển và sinh sản của A. perideraion do A. clarkii trưởng thành chiếm ưu thế về mặt kích thước và hung hăng về mặt hành vi, còn A. clarkii vẫn có thể sinh sản dù có mặt A. perideraion (nhưng A. clarkii không thể sinh sản trong hải quỳ nhỏ).